# Induló
Az induló (németül Marsch, franciául marche, olaszul marcia, spanyolul marcha) az együttes lépés szabályozását szolgáló, többnyire páros ütemű zenedarab.

## Története
Eredete a katonadalokban és a katonai kürt- és dobjelekben van. Tulajdonképen a katonai menetelést serkentő dallam. Ebből következik, hogy mindig élesen kihangsúlyozott ritmusa van. Indulóról már a régi rómaiaknál tudunk. Legrégibb nyomai a görög dráma bevonulási jeleneteiben találhatók. Fennmaradtak középkori indulók is. Az újkorban Nagy Frigyeséi a legnevezetesebbek. Az indulóban rejlő lelkesítő és propagatív erőt a francia forradalom is kihasználta. Az induló a komolyzenében is szerepel: az átmeneti fokot az ú. n. intrádák, egy- egy ciklust kezdő vagy záró indulószerű darabok alkották. A nagy klasszikusok is sokszor használták az indulót, mint műformát; pl.  Az induló ősidők óta minden egyházi vagy világi tömeges felvonulás, menetelés kísérőzenéje, mint ilyen, a táncdallal rokon. Stilizált formában számos zeneszerző használja hangszeres művében. 

## Típusai
Időmértéke nem állandó: vannak lassú menetet szolgáló indulók (gyászinduló), vannak méltóságteljes felvonulásokat kisérő zenék, többnyire pontozott ritmusban (a 18. század operazenéjének egyik legfontosabb eleme) és a katonaság lépteit szabályozó gyorsabb indulók.  Sok nemzetnek köztiszteletben tartott nemzeti indulója is van, ilyen a Rákóczi-induló is. A legtöbb ezrednek saját ezredindulója van   A mai katonai-, gyász-, győzelmi-, roham-, stb. indulók kétszakaszos (triós) dalformák.

## Nevezetes indulók
- Beethoven Eroicájában a lassú tétel
- Chopin gyászindulója,
- Schubert indulói.
- Nemzeti induló: Rákóczi-induló (Berlioz szimfonikus feldolgozása  tette világhírűvé).